# Милисав Чамџија
Милисав Чамџија (? - 1815), рођен је у селу Борак у београдској нахији. Надимак чамџија је добио пошто је превозио људе преко реке Саве у чамцу.

## Биографија
Идући за сеобом Арсенија Јовановића IV Шакабенте, породица Ивановић доселила се у Борак. У овој породици херцеговачко-цргогорског порекла, седамдесетих година осамнаестог века родио се Милисав. Домаћинство су чинили браћа Милинко, Милан и Петар, са својим породицама. Од Милинкових синова Иванка и Милисава нешто касније настаће Иванковићи и Чамцићи, а од браће Милана и Петра настаће Милановићи и Петровићи, прозвани и Жијарски. Породица се бавила више сточарством него земљорадњом, па је Милисављево детињство као и већине његових вршњака протекло у чобанским обавезама. Од друге деце се издвајао по спретности и окретности а природа му је подарила и посебан дар за певање. Скоро сву децу овог краја је описменио поп Симин отац, поп Станоје или поп Сима у својој школици за описмењавање подмладка.
Када је дорастао, као и многи његови вршњаци кренуо је као пратилац кнезу Сими у трговини стоком преко Саве. У Палежу (стари назив за данашњи Обреновац) је била скела на Колубари и мало пристаниште. Ту су товарене босанске лађе разном робом коју су палешке спахије и трговци одузимали од српског народа. На утовару су радили Срби, а сматра се да је на утовару неко време радио и Милисав, и тамо научио добро да плива.
Идеју Аустрије да спречи ширење Турске силе, Срби су врло радо прихватили. Иако млад за пријаву у добровољце-фрајкоре, када је почео Аустријско-турски рат, Милисав се борио са осталим Србима на страни Аустрије. 1788. године борбе су захватиле широк појас Србије и запамћене су као Кочина крајина. Аустрија је овај рат изгубила и преко понтонског моста на Сави, који су одмах порушили, хитно повукла своју војску. Србе је чекала тешка турска освета. Стари и немоћни да би сачували бар мало стоке, повукли су се у збегове у густе шуме Рудника и Медведника. Већина Борчана тражила је спас преко реке Саве. Стигавши на обалу реке затекли су много света и мало превозних средстава. Тада је одважни Милисав препливао реку Саву и са друге обале довукао турску дереглију. Превезо је прво своје Борчане па и остале. Том приликом Милисав је прозван Чамџија и то име ће му остати до краја живота.
Истицао се у паљењу ханова, јунаштвима у сваком боју.
Од почетка устанка 1806. био је уз кнеза Симу, Марковића. Звање капетана је стекао обучавајући нове војнике у руковању оружјем и војним вештинама.

## Београд
Приликом ослобађања Београда 30. септембра 1806. нападао је из правца Стамбол капије и по Карађорђевом наређењу са левог крила капије. Он се пред свима и пред Карађорђем заклео да ће међу првима да уђе у Београд. То је и успео. По почетку напада за кратко време је дошао до бедема, на месту где је сад кафана Руски цар, заузео га и узјахао топ и из свег гласа запевао:
„Хеј браћо Срби, крила соколова,“

„к мени, к мени, ја сам на ендеку!“
Баш у то време на месту где сад почиње Скадарска улица смртно је рањен војвода Васа Чарапић (Змај од Авале) који је чувши песму довикнуо својим саборцима:
И Карађорђе је чуо песму и рекао:
До 1813. борио се са Турцима, док није пропао устанак.

## Смрт
Кад је 1815. почео Други српски устанак под кнезом Милошем, Милисав се одмах укључио и у освајање села Палеж (данас Обреновац) где је 1815. био рањен. После два дана је умро.
Сахрањен је по својој жељи у свом воћњаку испод једног ораха, поред брата.
Његови савременици се слажу да је био велики јунак, није тражио одликовања ни титуле, желео је само битку са Турцима.
Надгробни споменик Милисава Чамџије је споменик културе.